# کینگ و کسل
کینگ و کَـسل (انگلیسی: King and Castle) یک مجموعهٔ تلویزیونی جنایی بریتانیایی است که در سال ۱۹۸۵ منتشر شد.

## بازیگران
- دریک مارتین
- نایجل پلینر
- شرلی استلفوکس
- پل بروک
- اندرو کروکشنک
- دیوید سوشی
- مری هیلی
- لورا دواونپورت
- رووینا رابرتس
- آیلا بلر
- برایان پرینگل